# Gubben, Larsmo
Gubben är en ö i Finland. Den ligger i Bottenviken och i kommunen Larsmo i landskapet Österbotten, i den nordvästra delen av landet. Ön ligger omkring 85 kilometer nordöst om Vasa och omkring 410 kilometer norr om Helsingfors.
Öns area är 1,2 hektar och dess största längd är 190 meter i sydväst-nordöstlig riktning. I omgivningarna runt Gubben växer i huvudsak blandskog. Runt Gubben är det ganska tätbefolkat, med 172 invånare per kvadratkilometer. Närmaste större samhälle är Jakobstad, 5,8 km sydost om Gubben.